# Файн, Вениамин Моисеевич
Вениами́н (Биньямин) Моисе́евич Файн (17 февраля 1930 — 15 апреля 2013) — известный советский и израильский физик, автор книг по физике и философии науки. Доктор физико-математических наук, профессор. Отказник, активный участник сионистского движения в СССР.

## Биография
Вениамин Файн родился 17 февраля 1930 года в еврейской семье в Киеве и был назван в честь деда, погибшего от рук петлюровцев при погроме в Проскурове в 1919 году. Отец-математик внушил сыну любовь к науке и сильное национальное чувство.
Во время войны семья была в эвакуации, после войны осталась в Душанбе, где Файн окончил школу. В 1948 году поступил в Московский энергетический институт, где показал большие способности к физике. Параллельно посещал там синагогу, где на него сильное впечатление произвёл исторический визит первого посла Израиля Голды Меир. Пытался изучать иврит и идиш. В 1950 году Файну удалось перевестись на физический факультет Горьковского университета, который окончил с отличием в 1954 году и оставлен там же ассистентом. Там преподавал будущий нобелевский лауреат по физике Виталий Гинзбург, ставший научным руководителем Файна.
В 1956 году Файн защищает кандидатскую диссертацию, в 1964 году — докторскую, в 1965 году становится профессором. Занимал должности заведующего кафедры квантовой радиофизики — научной области, в разработке которой принимал участие. Книги «Квантовая радиофизика» была переведена на английский под названием «Quantum electronics», а также на немецкий. Затем вышла «Фотоны и нелинейные среды», и множество статей. В 1966 Файн переезжает под Москву и начинает успешную работу в Институте физики твёрдого тела в Черноголовке.

Вениамин Файн — крайний справа, А. Д. Сахаров — крайний слева. На семинаре учёных-отказников, апрель 1977.

Начиная с 1972 года Файн включается в сионистское движение в СССР, участвует в семинаре учёных-отказников, активно участвует в работе самиздата, хотя заявление на выезд подал только после отъезда дочери и первой жены в 1974 году. В начале 1976 года Файн становится религиозным человеком, постепенно приближаясь к ортодоксальному иудаизму, вступает во второй брак с Сусанной Рожанской. В том же 1976 году проводит социологическое исследование советского еврейства и предпринимает попытку провести международный симпозиум по этому вопросу. КГБ срывает симпозиум, что имело значительный резонанс, а борьба Файна с властями обостряется — задержания, обыски, допросы, слежка. После увольнения из Черноголовки он переходит на положение безработного преследуемого отказника. После периода напряжённой борьбы Файн получает разрешение на выезд и прибывает в Израиль в 1977 году. В Израиле у Файнов родились два сына.
Там он продолжает борьбу за улучшение положения советских евреев, но и возвращается к научной деятельности в Тель-Авивском университете на химическом факультете. Область научных интересов Файна включает: квантовая электроника, лазерная физика, сплошные среды.
С 1998 года область интересов Файна постепенно перемещается к философским проблемам науки и иудаизма. Файн изложил свои философское взгляды, прежде всего по вопросу о взаимоотношении науки и религии в книге ивр. «יש מאין» («Yesh miayn», «Creation Ex Nihilo», «Вера и Разум»)‎, написанной на иврите и переведённой на английский и русский. Книга привлекла значительное внимание, как философской так и автобиографической частью. Файн выпустил в 2009 году ещё одну книгу на иврите «Законы Природы и Божественное Провидение»". В январе 2011 года вышла в свет его третья книга ивр. «דלות הכפירה» («Dalut ha-kfira», «Нищета неверия»)‎.